# Ensjön (Malexanders socken, Östergötland)
Ensjön är en sjö i Boxholms kommun i Östergötland och ingår i Motala ströms huvudavrinningsområde. Sjöns area är 0,04 kvadratkilometer och den är belägen 147,7 meter över havet.